# Звєрєва Галина Володимирівна
Звє́рєва Гали́на Володи́мирівна (* 27 травня (9 червня) 1917, Уфа — † 11 січня 2001) — українська-вчена в царині ветеринарії, 1953 — доктор ветеринарних наук, того ж року — професор, 1966 — член-кореспондент ВАСГНІЛ, 1968 — заслужений діяч науки УРСР.

## Життєпис
1939 року закінчила Троїцький ветеринарний інститут. Працювала в 1941—1949 роках у Троїцькому зооветінституті — старшим лаборантом кафедри епізоотії, асистентом, в. о. завідувача кафедри акушерства.
З 1948 року працювала у Львівському зооветінституті — по 1990 рік завідувала, в 1990—2001 роках — професорка кафедри акушерства та штучного осіменіння.
Є авторкою наукових праць по ветеринарному акушерству, гінекології, штучному осіменінню сільськогосподарських тварин.
Першою застосувала електронно-мікроскопічну методику для дослідження сперміїв, напрацювала нові барвники для забарвлення сперми.
Є однією із засновників львівської школи ветеринарних акушерів.
За свої досягнення нагороджена трьома орденами Трудового Червоного Прапора, орденом «Знак пошани», медалями радянськими і Чехословаччини, грамотами ВДНГ.
Надруковано її наукових праць числом більше 300. Зареєструвала 4 авторські свідоцтва та патенти на винаходи.
Деякі з її праць:
- 1960 — «Поради по штучному осіменінню корів» — Львів,
- 1976 — «Гінекологічні хвороби корів» (у співавторстві),
- 1981 — «Профілактика неплідності корів і телиць» (у співавторстві),
- 1987 — «Довідник техніка по штучному осіменінню тварин» (у співавторстві).